# Zbor hrvatske katoličke mladeži na Trsatu 1906.
Zbor hrvatske katoličke mladeži na Trsatu koji se je održao od 21. do 23. kolovoza 1906. godine bio je početak organiziranog rada među katoličkom mladeži u Hrvatskoj. Organizatori, HKAD Hrvatska, smatraju ga djelatnim početkom Hrvatskoga katoličkog pokreta u domovini, jer se je preporodni katolički rad pokreta prenio iz inozemstva na hrvatsko ozemlje.
Za ovu je akciju zaslužno HKAD Hrvatska, društvo osnovano u Beču 12. svibnja 1903., koje je djelovalo u inozemstvu. HKAD Hrvatska je na jednoj svojoj sjednici koja se je održala 18. veljače 1906. odlučilo da će se održati ovaj sastanak hrvatskog katoličkog đaštva odnosno zbor hrvatske katoličke mladeži na Trsatu.
Na ovom zboru donesena je Odluka o osnivanju katoličkoga akademskog đaštva u Zagrebu, koje je poslije dobilo ime HKAD Domagoj.
Sudionici su bila pedesetrica mladića, među kojima je bilo studenata bogoslovlja iz Zagreba i Slovenije. Kršćanski sastanak postigao je odjek. Svjetovni tisak na čelu s liberalnim riječkim Novim listom napao je ovaj sastanak.